# Uddevallabron

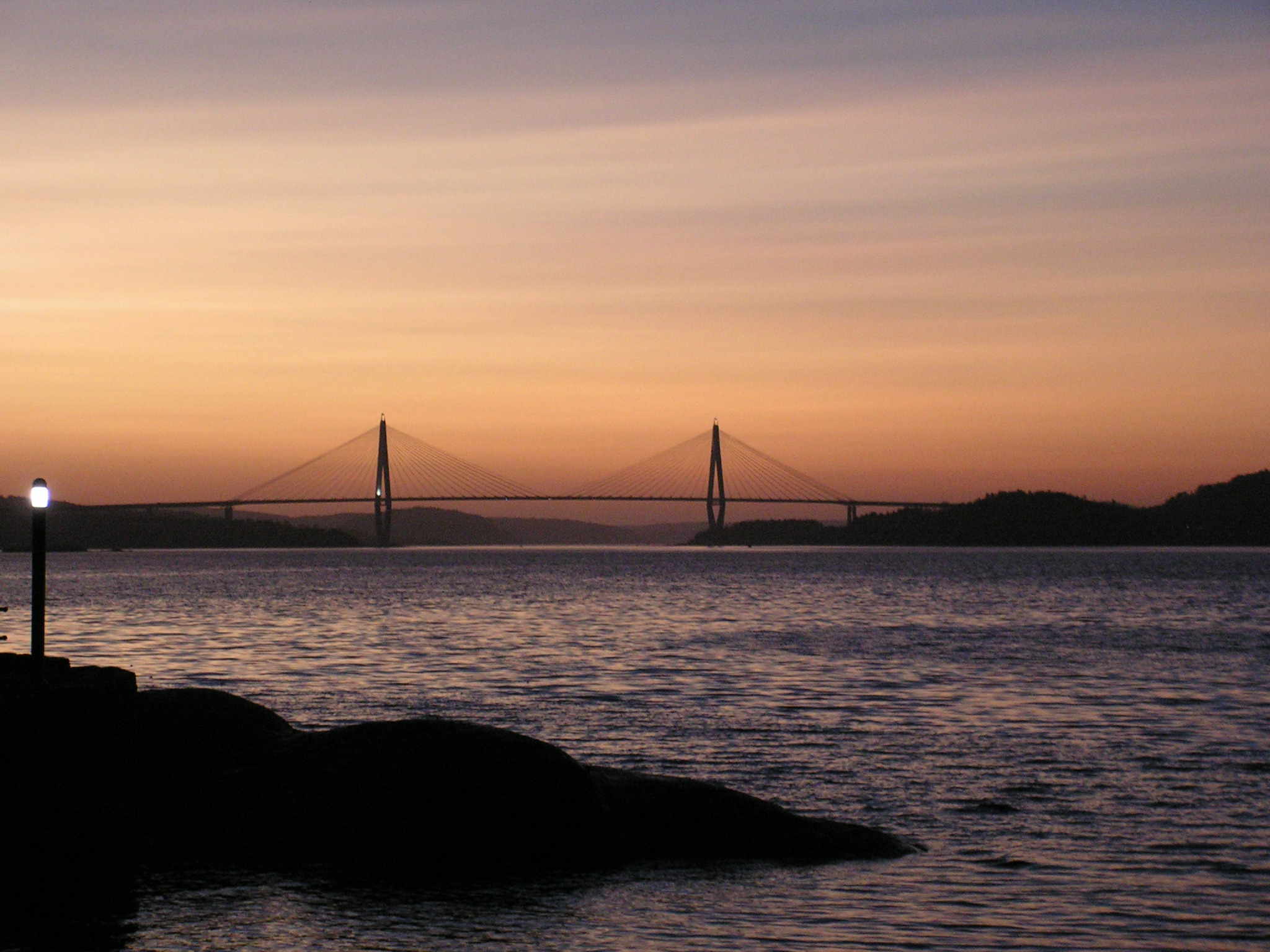
Uddevallabron på natten.

Uddevallabron är en motorvägsbro mellan Sunningen och Sund över Byfjorden utanför Uddevalla. Den är en del av Europaväg 6 (E6) mellan Oslo och Köpenhamn via Göteborg. Längden är 1712 meter och spännvidden 414 meter.
Bron, som invigdes i maj 2000, är Sveriges näst längsta motorvägsbro efter Öresundsbron (som delvis går på danskt vatten, cirka 5 kilometer inom Sverige) och den sjätte längsta av Sveriges alla broar. Bron använder snedkabelprincipen och de två pylonerna är 149 meter höga.
Bron stängs vid vissa tillfällen, av två olika väderrelaterade orsaker. Is avlagras på kablarna vid ogynnsam väderlek, och när isen tinar kan den - i värsta fall i stora stycken - falla på fordon på bron. Det har inte framkommit någon tillförlitlig, och samtidigt kostnadsmässigt rimlig, metod för att förebygga detta. Den andra anledningen är stark vind, då det blir riskabelt att framföra fordon såsom husvagnar, olastade lastbilar och bussar. Som alternativ till stängning kan maxhastigheten sänkas.